# Molophilus banias
Molophilus banias är en tvåvingeart som beskrevs av Jaroslav Stary och Amnon Freidberg 2007. Molophilus banias ingår i släktet Molophilus och familjen småharkrankar.
Artens utbredningsområde är Israel. Inga underarter finns listade i Catalogue of Life.